# VDI 2440
Die Richtlinie VDI 2440 ist ein technischer Standard des Vereins Deutscher Ingenieure (VDI). Sie beschäftigt sich mit der Minderung von Emissionen beim Betrieb von Erdölraffinerien. Sie wurde im Juni 2021 veröffentlicht, nachdem im September 2019 ein Richtlinienentwurf herausgegeben wurde. Die Richtlinie ist zweisprachig (deutsch/englisch); die deutsche Sprachfassung ist verbindlich. Zuständig für die Richtlinie ist der Fachbereich „Umweltschutztechnik“ der Kommission Reinhaltung der Luft. Die Richtlinie wird über DIN Media vertrieben.

## Veröffentlichungshistorie
Die Richtlinie VDI 2440 Auswurfbegrenzung – Mineralölraffinerien vom Mai 1967 und eine Entwurfsfassung vom Mai 1981 wurden von der Richtlinie VDI 2440 Emissionsminderung – Mineralölraffinerien vom Juni 1983 abgelöst. Diese wurde im November 2000 durch eine aktualisierte Richtlinienfassung mit einem identischen Titel ersetzt. Mit Veröffentlichung der Fassung vom November 2000 wurde auch der Richtlinienentwurf vom Juli 1999 zurückgezogen. Im September 2019 wurde ein neuer Richtlinienentwurf veröffentlicht. Mit Veröffentlichung der überarbeiteten Richtlinie im Juni 2021 wurden die Richtlinie aus dem Jahr 2000 und der Richtlinienentwurf aus dem Jahr 2019 zurückgezogen.

## Inhalt
Inhalt der für Neuanlagen geltenden Richtlinie ist die Vermeidung und Verminderung von Emissionen bei der Herstellung von Mineralölprodukten aus Rohölen. In die Betrachtung eingeschlossen sind der Einsatz von Halbfertigprodukten sowie Kondensaten aus der Rohöl- und Erdgasgewinnung. Lagerung und Umschlag im Raffineriebereich werden ebenfalls berücksichtigt.
Tanklager und Clausanlagen zählen nicht zum Geltungsbereich der Richtlinie.

## Rechtliche Einordnung
Als Bestandteil des VDI-/DIN-Handbuchs Reinhaltung der Luft erfolgt in Abschnitt 5.1.1 der TA Luft ein dynamischer Verweis auf die Richtlinie. Sie soll bei der Ermittlung des Standes der Technik „als Erkenntnisquelle herangezogen werden“. Ein statischer Verweis auf sie befindet sich in der TA Luft vom 18. August 2021 unter der Nummer 5.4.9.2. Dieselben Verweise gab es bereits in der TA Luft aus dem Jahr 2002. Schon die TA Luft aus dem Jahr 1974 enthielt unter der Nummer 3.27.1.3 und im Anhang A-6 statische Verweise auf die Richtlinienversion vom Mai 1967. In der TA Luft aus dem Jahr 1986 war die Richtlinie dynamisch unter dem Anhang F VDI-Richtlinien zu Prozeß- und Gasreinigungstechniken gelistet.